# Rio Dropt
O rio Dropt (em occitano:  Dròt) é um rio da Aquitânia, no sudoeste da França, afluente pela margem direita do rio Garona. Nasce nos Pirenéus perto de Capdrot, na Dordonha. A sua bacia cobre a área entre os vales do rio Lot e o rio Dordogne.

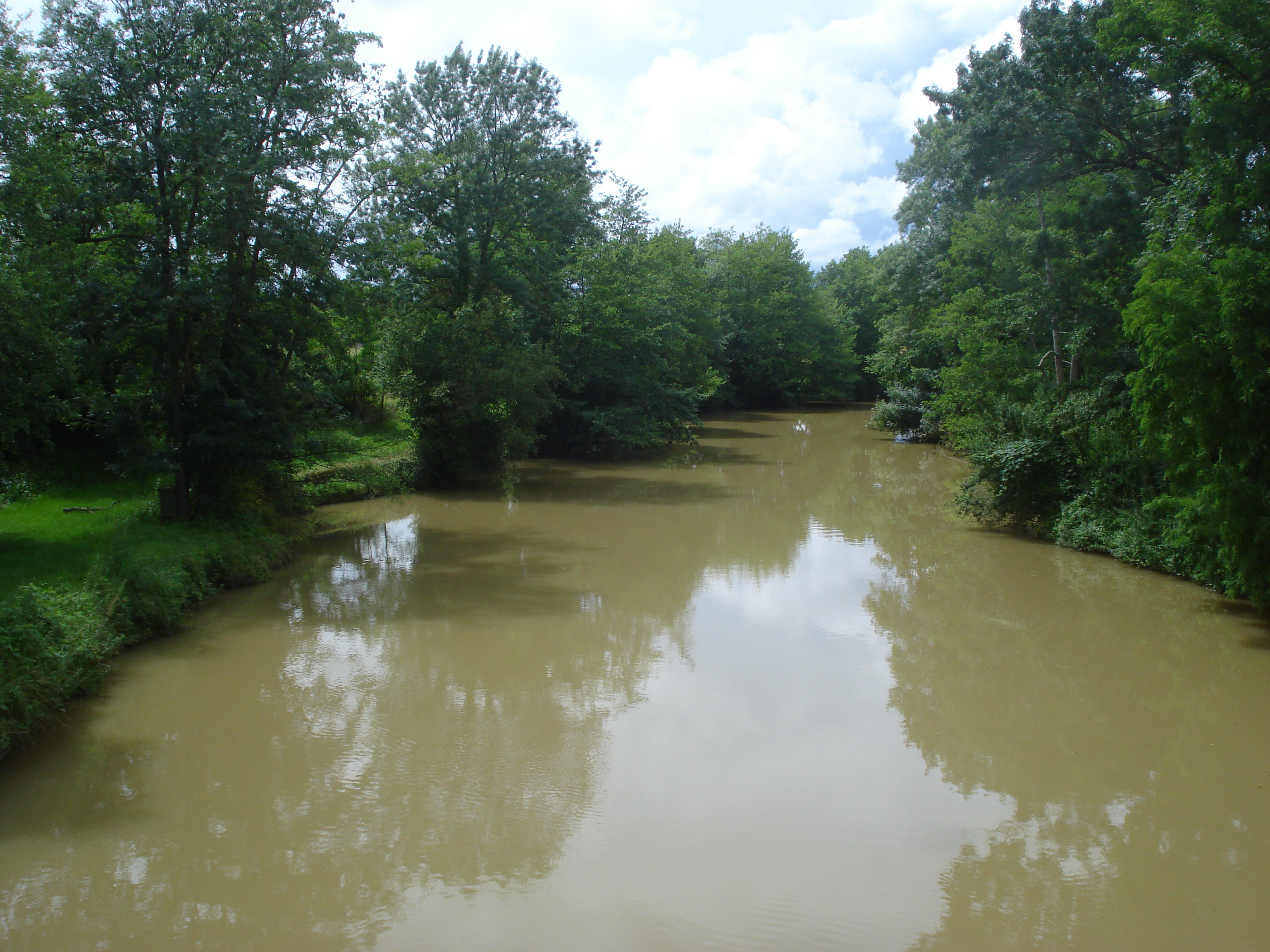
O rio Dropt em Monségur

Entre as principais comunas por onde passa encontram-se as seguintes:
- Departamento de Dordogne (24): Monpazier, Gaugeac, Eymet
- Departamento de Lot-et-Garonne (47): Villeréal, Castillonnès, Duras, Allemans-du-Dropt
- Departamento de Gironde (33): Monségur, Gironde-sur-Dropt